# Clubiona maculata
Clubiona maculata là một loài nhện trong họ Clubionidae.
Loài này thuộc chi Clubiona. Clubiona maculata được Carl Friedrich Roewer miêu tả năm 1951.